# Androctonus crassicauda
Espèce
Synonymes
- Scorpio crassicauda Olivier, 1807
- Prionurus crassicauda orientalis Birula, 1900

Androctonus crassicauda est une espèce de scorpions de la famille des Buthidae.

## Distribution
Cette espèce se rencontre en Iran, en Azerbaïdjan, en Arménie, en Turquie, en Syrie, en Irak, au Koweït, en Arabie saoudite, au Bahreïn, aux Émirats arabes unis, en Oman, au Yémen, en Jordanie, au Israël et en Égypte au Sinaï.

## Description

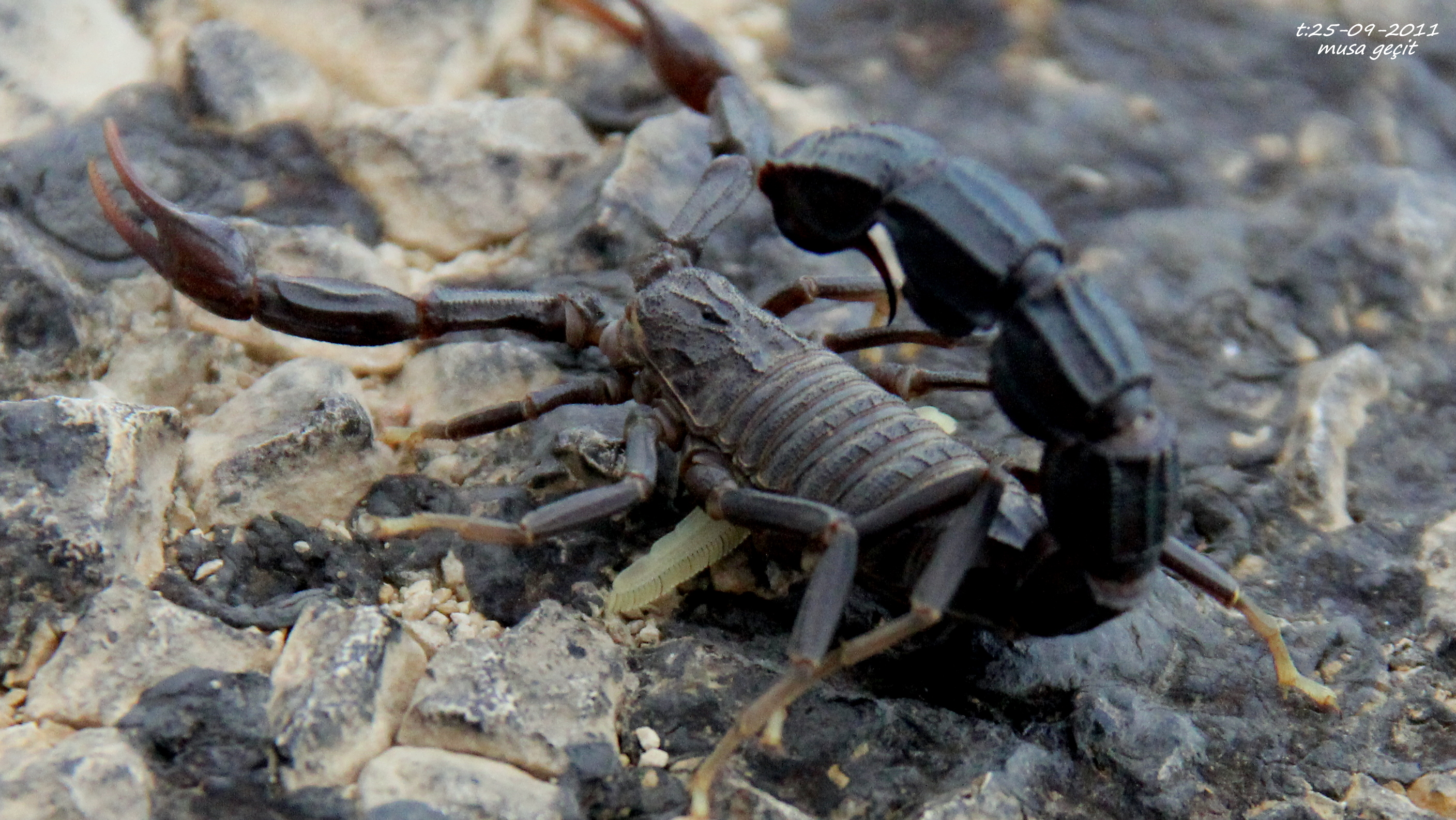
Androctonus crassicauda

Androctonus crassicauda mesure jusqu'à 90 mm.
Ce scorpion mesure de 80 à 100 mm.
Il est doté d'une grosse queue puissante, d'où il tire son épithète spécifique, "crassicauda".

## Publication originale
- Olivier, 1807 : Voyage dans l'Empire Othoman, l'Égypte et la Perse, Henri Agasse, Paris, vol. 3, p. 96–97.